# Dʿmt

D'mt, här stavat som Damot.

Kungariket Dʿmt (Ge'ez: ደዐመተ, DʿMT teoretiskt ዳዓማት, *Daʿamat eller ዳዕማት, *Daʿəmat) var en historisk monarki i nuvarande Eritrea och norra Etiopien mellan cirka 1000 och 500 f.Kr. Forskningen om och de arkeologiska lämningarna av riket är begränsade. Det är okänt huruvida riket försvann innan kungariket Aksum uppkom, utgjorde den grund som utvecklades till Aksum, eller blev en av de småstater som sedan enades under Aksum.  I alla händelser utgjorde Dʿmt en dominant regional makt i området efter forntidens Punt, och före den splittring i småstater som avlöstes av kungariket Aksums uppkomst under antiken. 
Huruvida riket var inhemskt eller skapat av araber är omtvistat, men det är känt att den influerades av den samtida arabiska kulturen. Huvudstaden var möjligen Yeha i Etiopien, där ett tempel tillägnat den arabiska guden Ilmuqah har återfunnits.